# Welingrad
Welingrad (bułg. Велинград) – miasto w obwodzie Pazardżik, w południowo-zachodniej Bułgarii, w Rodopach.
Powstałe w 1948 r. z połączenia wsi Kamenica, Łydżene i Czepin, otrzymało nazwę na cześć urodzonej w Kamenicy bojowniczki komunistycznego antyfaszystowskiego ruchu oporu podczas II wojny światowej, Weli Peewej.
Liczba mieszkańców wynosi 27 066.
W mieście rozwinął się przemysł drzewny, spożywczy oraz chemiczny.